# Anna Elizabeth Klumpke

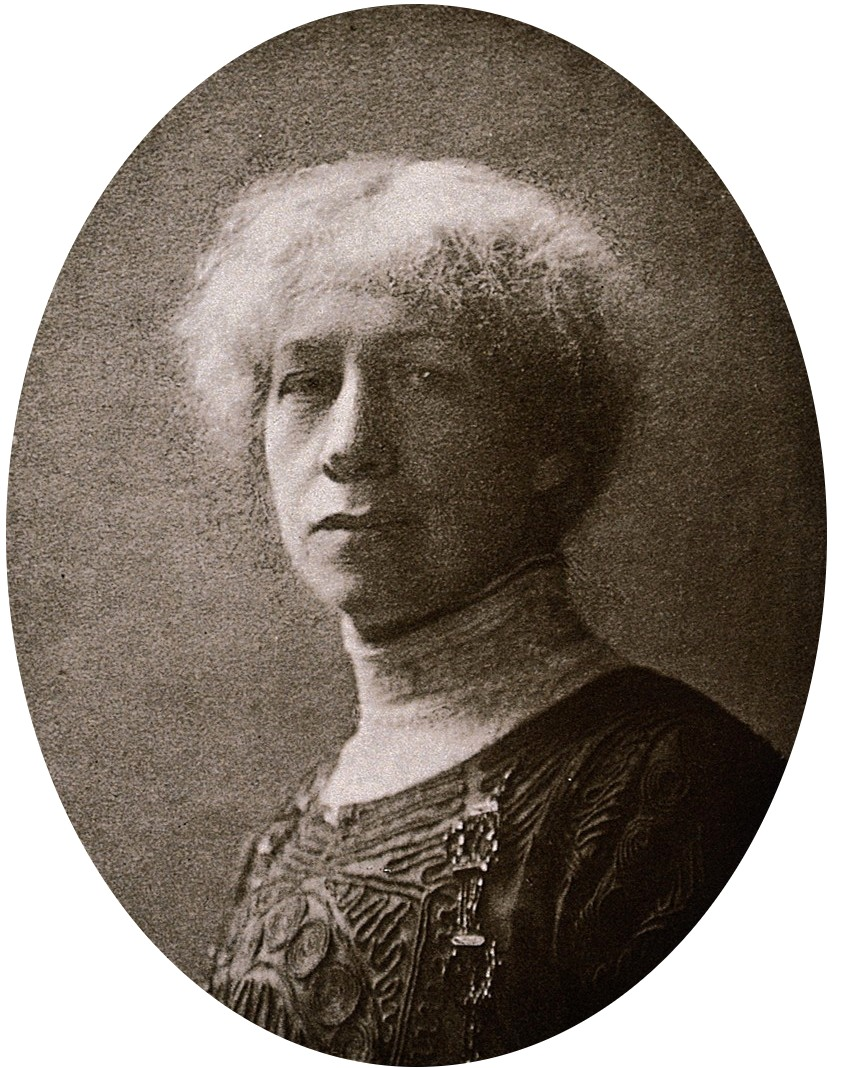
Anna Elizabeth Klumpke

Anna Elizabeth Klumpke, auch Anna Elisabeth Klumbke, Anna Klumpke (* 28. Oktober 1856 in San Francisco; † 9. Februar 1942 ebenda), war eine amerikanische Malerin. Die vor allem als Genre- und Porträtmalerin erfolgreiche Künstlerin lebte mehrere Jahrzehnte in Frankreich, wo sie ebenso wie in ihrer Heimat wiederholt für ihre im akademischen Stil gemalten Werke Auszeichnungen erhielt. Zu ihren bekanntesten Porträts gehören Bildnisse der Malerin Rosa Bonheur, mit der sie zeitweilig zusammenlebte und deren Nachlass sie verwaltete.

## Leben und Werk
Anna Elisabeth Klumpke kam 1856 als Kind deutschstämmiger Eltern in San Francisco zur Welt. Sie hatte sieben jüngere Geschwister, darunter die später als Astronomin bekannte Dorothea Klumpke und die Neurologin Augusta Déjerine-Klumpke. Ihre Eltern ließen sich scheiden, als sie 16 Jahre alt war. Ihre Mutter, die Malerin Dorothea Mathilda Klumpke († Mai 1922), zog mit ihr und ihren Geschwistern anschließend nach Europa, wo sie sich zunächst drei Jahre in Deutschland aufhielten. 1877 übersiedelten sie schließlich nach Paris. Dort besuchte Anna Elisabeth Klumpke von 1878 bis 1880 die Académie Julian. Sie studierte hier Malerei bei Tony Robert-Fleury und Jules-Joseph Lefebvre.

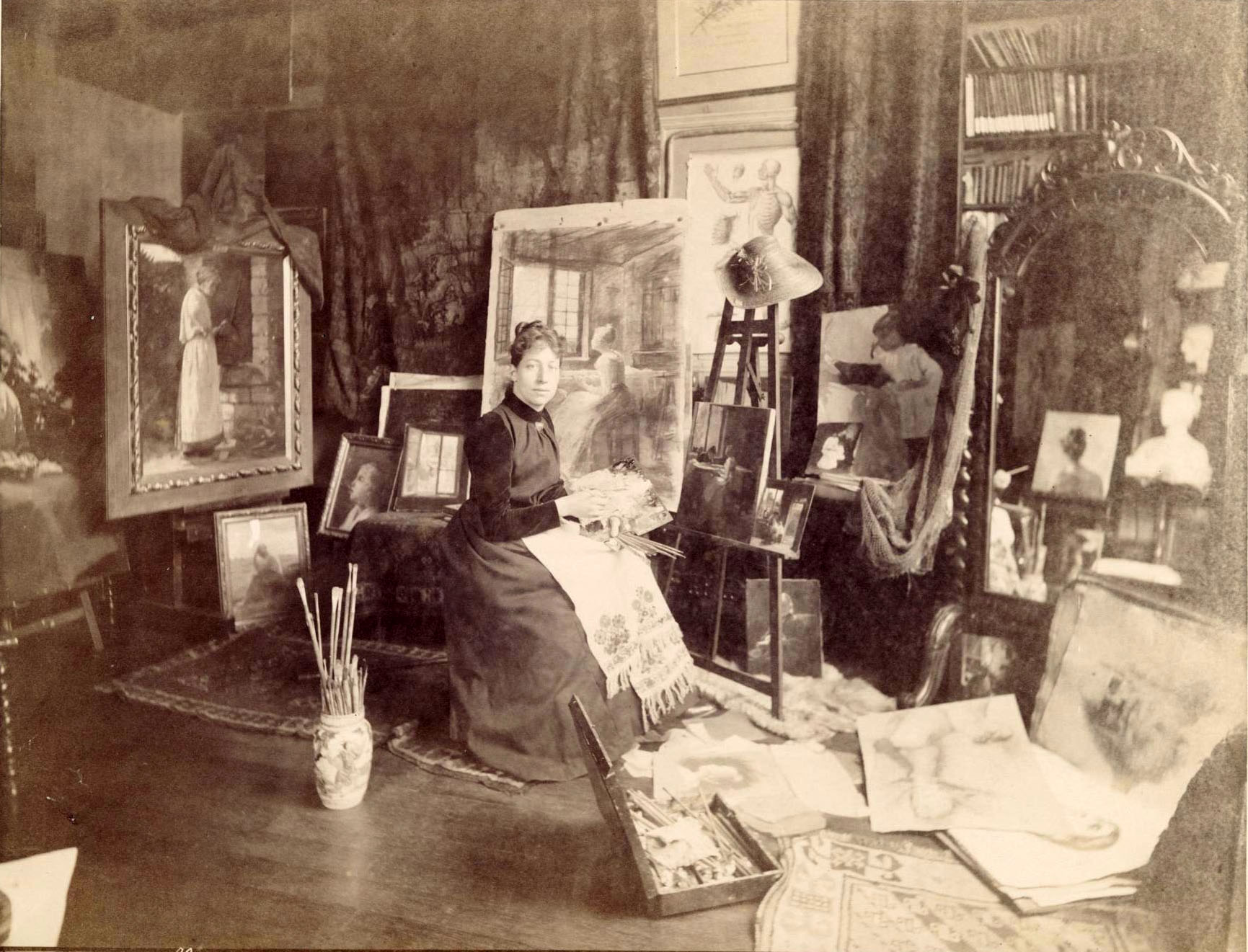
Anna Klumpke im Atelier, etwa 1885 bis 1890

Von 1882 bis 1925 beschickte sie regelmäßig den Salon des artistes français in Paris, wo sie 1885 eine Mention honorable (Ehrenvolle Erwähnung) erhielt. Zum Werk der Künstlerin gehören Ölgemälde, Aquarelle und Pastelle. Neben Landschaftsbildern und Tiermotiven schuf sie einige Genreszenen (Gretchen am Spinnrad) und vor allem Porträts im akademischen Stil (Porträt der Mutter, 1889).
Als erfolgreiche Künstlerin nahm sie an zahlreichen Ausstellungen teil und erhielt wiederholt Auszeichnungen für ihre Werke. So zeigte sie ihre Arbeiten außerhalb Frankreichs beispielsweise bei Ausstellungen in München, Berlin, Wien und Pittsburgh. 1886 erhielt sie in Versailles eine Silberne Medaille, 1888 die Goldene Medaille der Académie Julian und 1889 eine Bronzene Medaille der Pariser Weltausstellung. Ebenfalls 1889 erhielt sie für ihr Gemälde In the Washhouse den Preis für the finest figure painting (die beste Personendarstellung) der Pennsylvania Academy of the Fine Arts in Philadelphia. 1891 ging sie zurück in die Vereinigten Staaten und ließ sich in Boston nieder, um in der Boylston Street ein Atelier zu eröffnen. Als gefragte Porträtmalerin erhielt sie zahlreiche Aufträge, nahm regelmäßig an Ausstellungen teil und erhielt positive Kritiken.

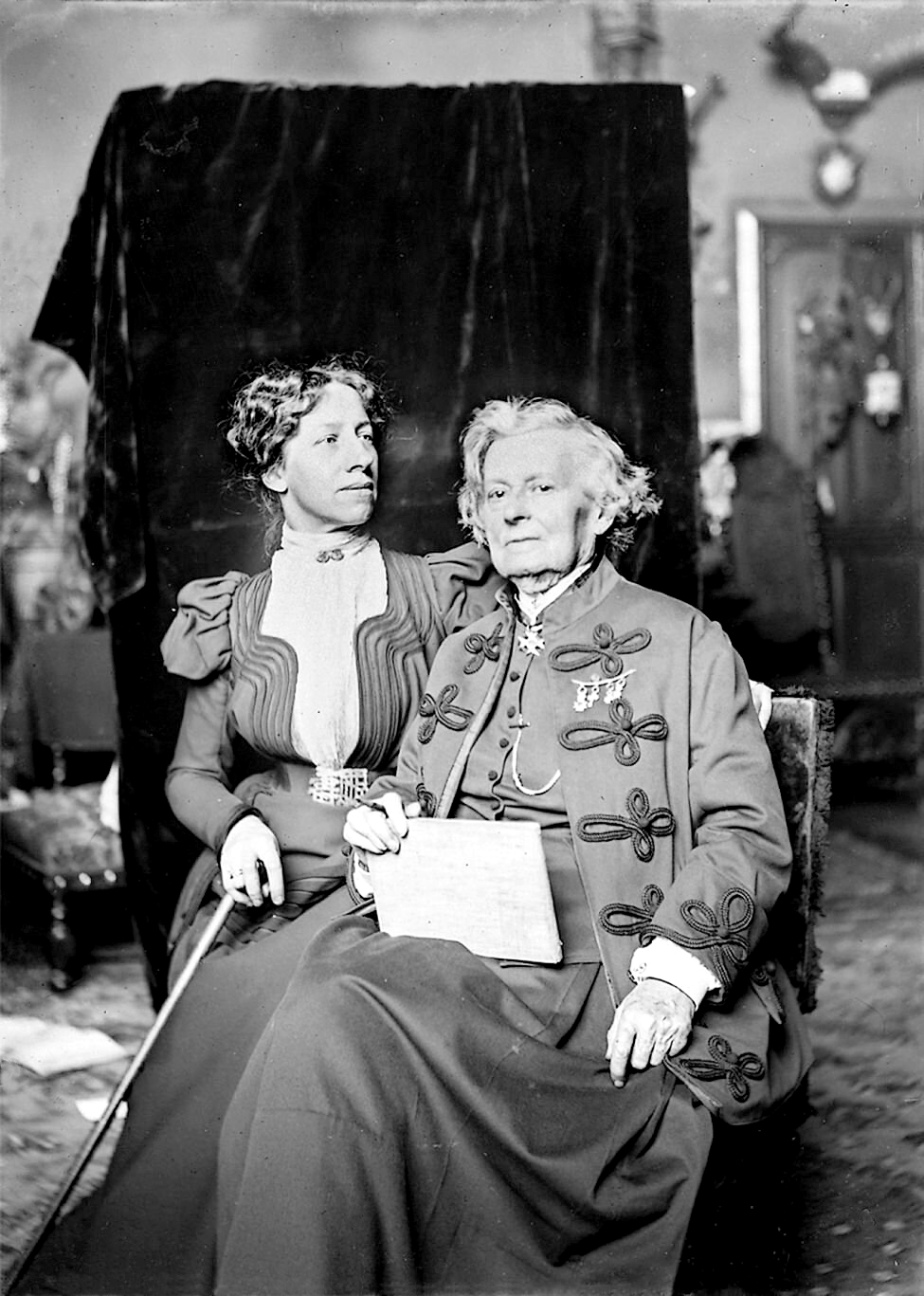
Rosa Bonheur und Anna Klumpke 1898

Klumpke bewunderte bereits seit ihrer Jugend die 34 Jahre ältere Malerin Rosa Bonheur, die sie 1889 in Paris erstmals flüchtig kennenlernte. 1898 nahm sie mit Bonheur schriftlich Kontakt auf, da sie beabsichtigte, ein Porträt von ihr zu malen. Zu diesem Zweck reiste sie im selben Jahr nach Frankreich und besuchte Bonheur in ihrer Atelierwohnung im Château de By in Thomery bei Fontainebleau. Zwischen den beiden Frauen begann eine Liebesbeziehung, so dass sie ihre Pläne verwarf, nach Vollendung des Gemäldes in die Vereinigten Staaten zurückzukehren. Klumpke blieb ein Jahr im Hause der Rosa Bonheur, bis diese 1899 verstarb. In ihrem Testament hatte Bonheur sie zu ihrer Erbin und Nachlassverwalterin bestimmt, so dass sie die nächsten Jahre im Atelier ihrer verstorbenen Freundin wohnhaft blieb. Sie richtete dort zur Erinnerung an Rosa Bonheur eine Schule ein, in der sie Frauen in Malerei unterrichtete. Darüber hinaus schrieb sie die Lebenserinnerungen der Rosa Bonheur, die 1908 unter dem Titel Rosa Bonheur: sa vie, son œuvre bei Flammarion in Paris erschienen. 1933 stiftete sie dem französischen Staat zahlreiche Werke von Rosa Bonheur, die heute im Musée de l’Atelier de Rosa Bonheur auf Château de By zu sehen sind.
Auch nach dem Tod von Bonheur arbeitete Klumpke weiter erfolgreich als Malerin. Bei der Weltausstellung in St. Louis erhielt sie 1904 eine Bronzemedaille und 1924 wurde sie zum Ritter der französischen Ehrenlegion ernannt. 1932 ging sie zurück nach San Francisco und schrieb ihre Lebenserinnerungen, die 1940 als Memoirs of an Artist bei Wright and Potter in Boston erschienen. Eine ihrer letzten Ausstellungsbeteiligungen war die Teilnahme an der Golden Gate International Exposition 1939/1940 in San Francisco. Anna Elisabeth Klumpke starb 1942 im Alter von 85 Jahren in ihrer Heimatstadt. Ihr Grab befindet sich auf dem Friedhof Père-Lachaise (Div. 74) in Paris neben Rosa Bonheur und Nathalie Micas.

## Werke in öffentlichen Sammlungen
- Portrait of Elizabeth Cady Stanton, 1886, National Portrait Gallery, Washington, D.C.
- In the Washhouse, 1888, Pennsylvania Academy of the Fine Arts, Philadelphia
- Portrait of Mary Sophia Walker, 1898, Bowdoin College Museum of Art, Brunswick (Maine)
- Portrait of Rosa Bonheur, 1898, Metropolitan Museum of Art, New York City
- Rosa Bonheur (Porträtstudie), 1898, Bowdoin College Museum of Art, Brunswick (Maine)
- Portrait of Rosa Bonheur with Charley, 1899, Schloss Fontainebleau, Fontainebleau
- Portrait of Rosa Bonheur in Studio, 1902, Musée de l’Atelier de Rosa Bonheur, Thomery
- Among the Lilies, 1909, De Young Museum, San Francisco
- The Artist's Father, 1912, De Young Museum, San Francisco

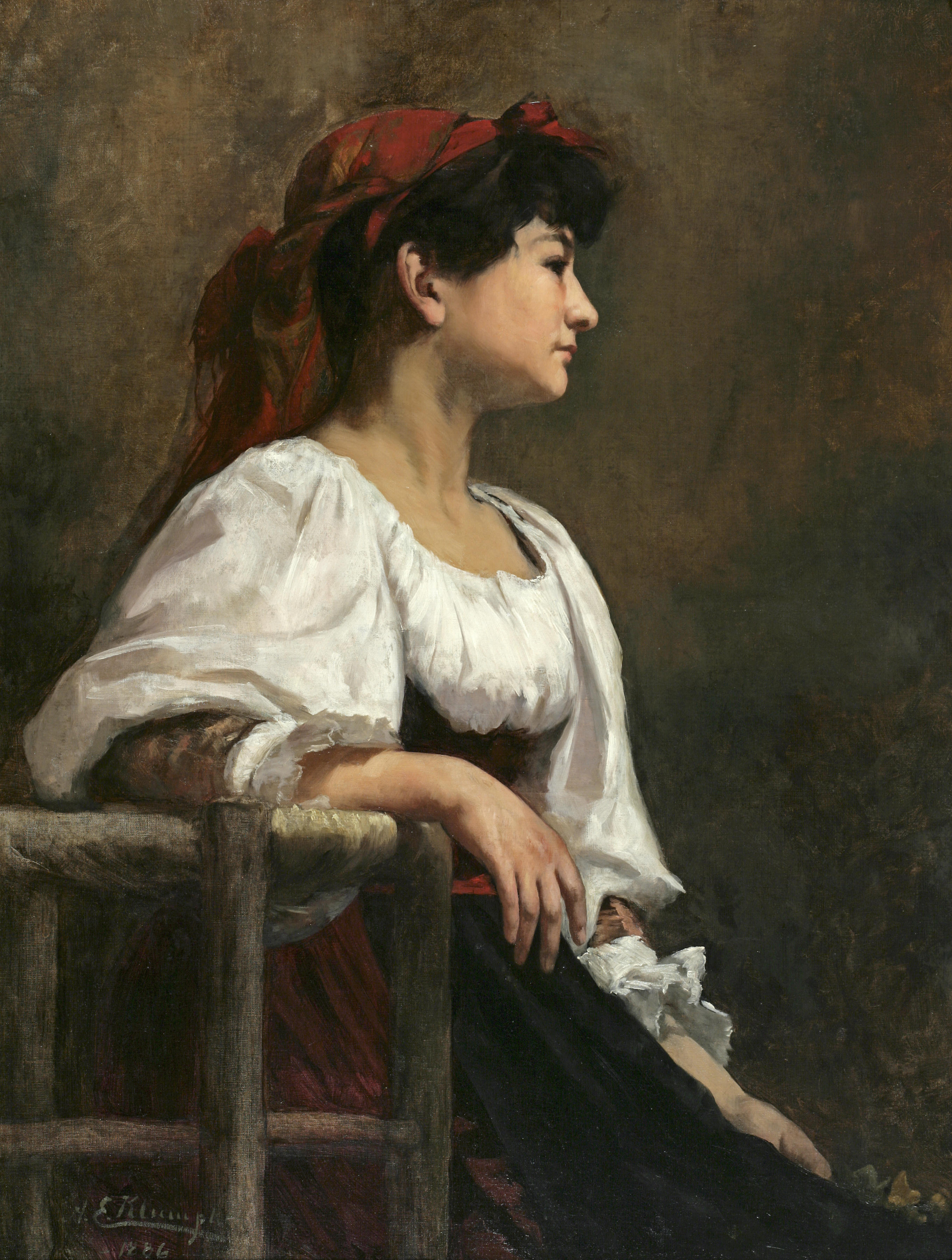
Anna Klumpke: Seated Woman with a Red Kerchief (1886)
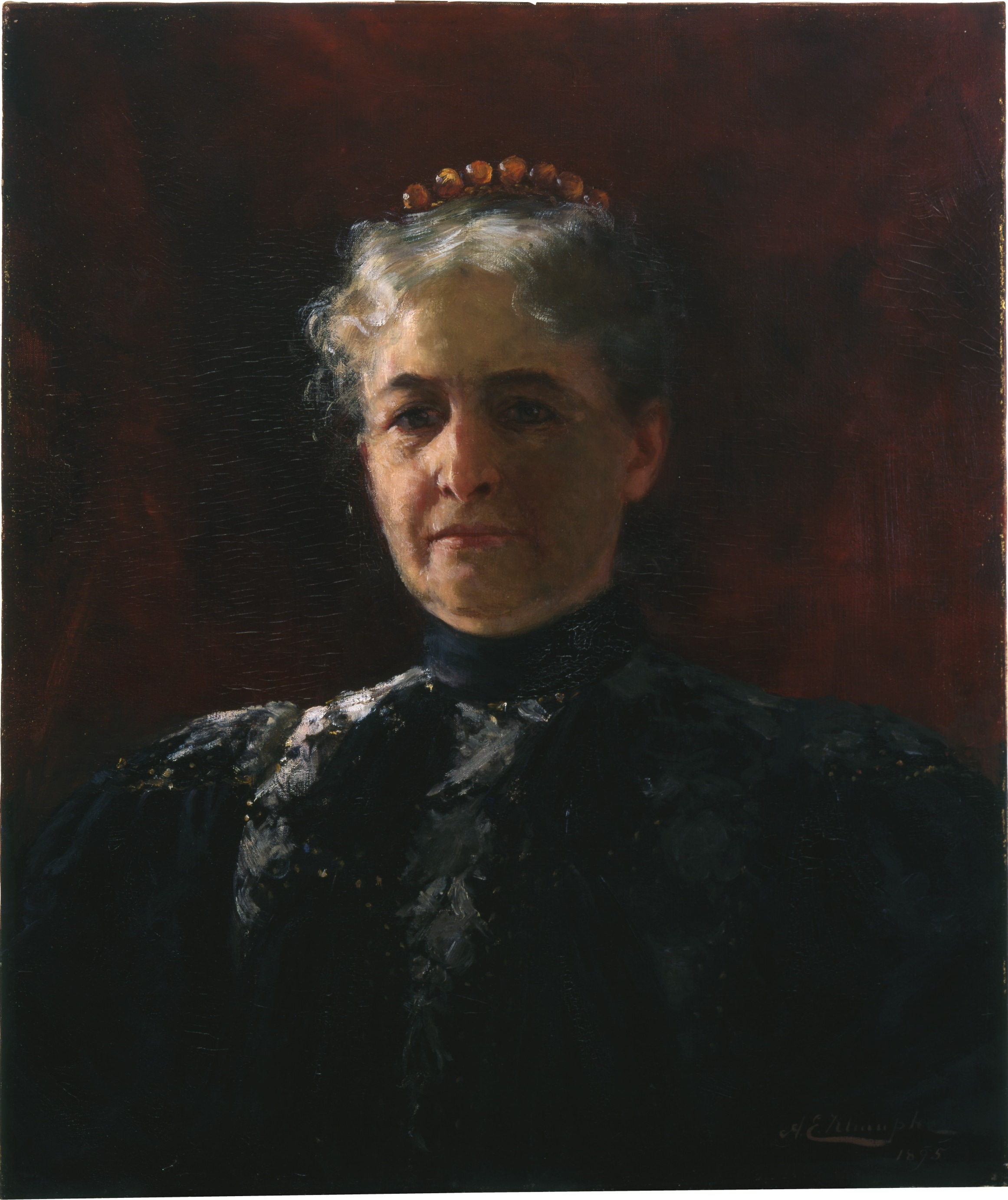
Anna Klumpke: Portrait of Miss Mary Sophia Walker (1895)
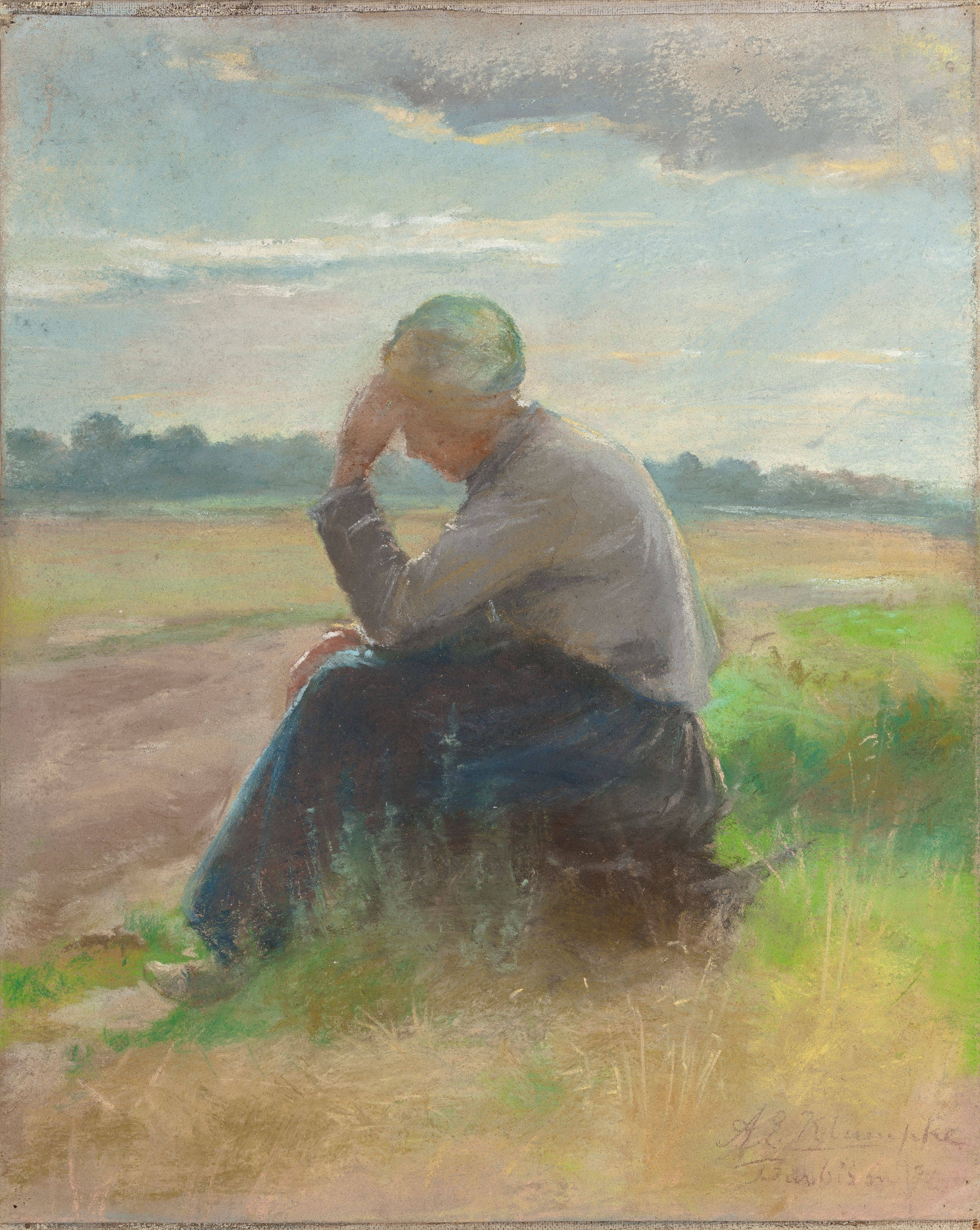
Anna Klumpke: A Moment's Rest (1891)
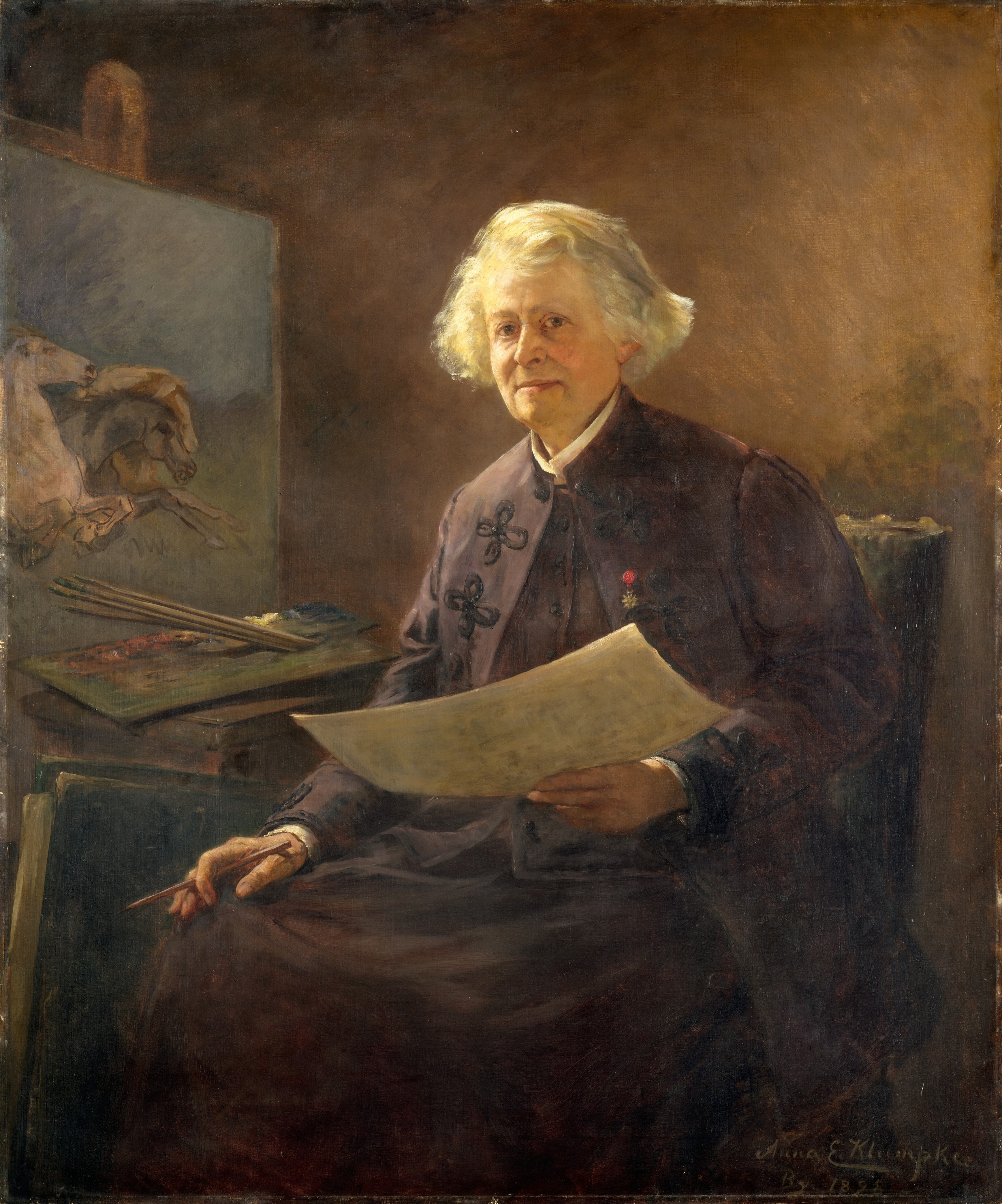
Anna Klumpke: Porträt Rosa Bonheurs (1898)
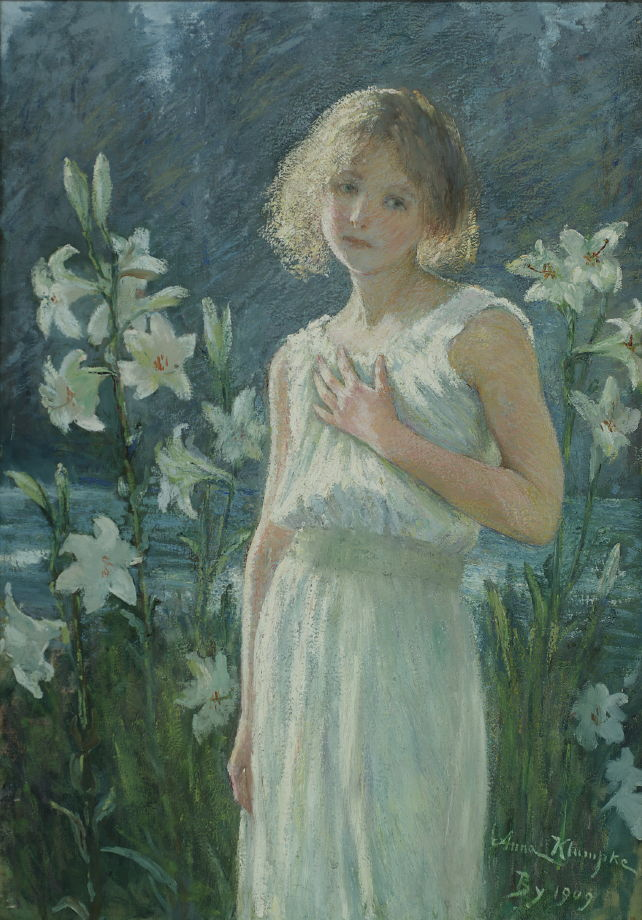
Anna Klumpke: Among the Lilies (1909)
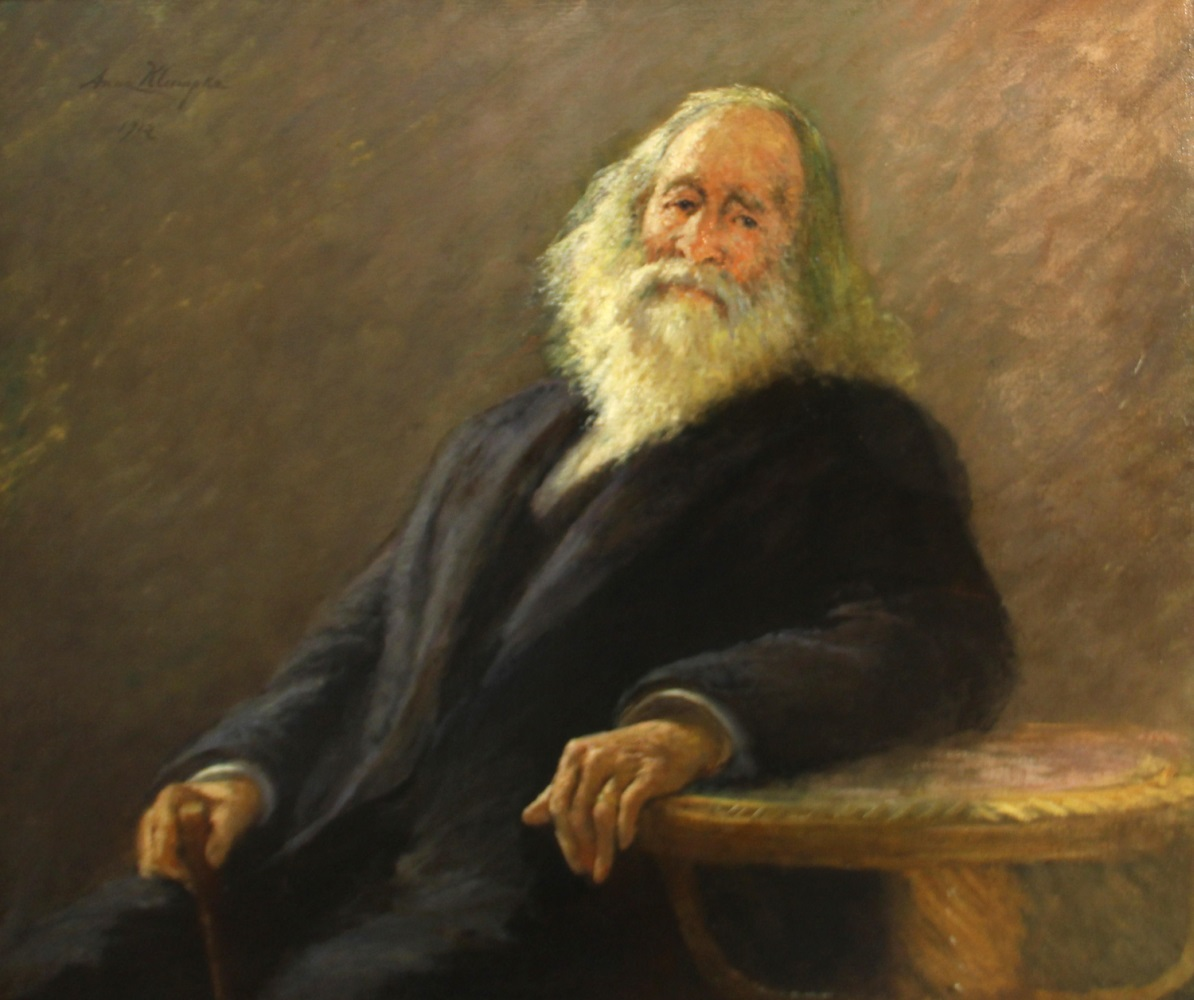
Anna Klumpke: Porträt des Vaters (1912)

## Veröffentlichungen
- Rosa Bonheur: sa vie, son œuvre. Flammarion, Paris 1908.
- Memoirs of an Artist. Wright and Potter, Boston 1940.